# Käringsjön, Småland
Käringsjön är en sjö i Gislaveds kommun i Småland och ingår i Ätrans huvudavrinningsområde.